# Tradimus
Tradimus Processutveckling AB  är ett företag vars affärsidé är att leverera administrativa processkomponenter till företag.
Företaget, som grundades av Kenth Eriksson och Michael Olsson i november 2000, utvecklar och driver dessa processer med processkartläggning och processutveckling liknande de metoder som används inom industriell metodik.
Företaget hade 2005 cirka 1 300 anställda utspridda på orterna Jönköping, Malmö, Norrköping, Solna, Tierp, Umeå, Uppsala, Växjö, Örebro och Östersund. Huvudkontoret ligger i Stockholm.

## Historia
- 2002: I mars tog Tradimus över fyra kundtjänstenheter från Telia: Uppsala, Växjö, Örebro och Östersund.

- 2002: Tradimus registrerade sitt första utländska dotterbolag; Tradimus España S.L.. Det hade då inga anställda.

- 2004: I april tog Tradimus över Nordeas datahantering i Norrköping, Solna och Tierp.

- 2004: I oktober tog Tradimus över ansvaret för plock och pack för varor som beställts via e-handelsföretaget CDON.

- 2004: I december tog Tradimus över det Umeåbaserade företaget Eco Glocal med ungefär 100 anställda.

- 2005: I mars tecknade Bredbandsbolaget ett treårskontrakt med Tradimus. Tradimus skulle hantera och utveckla order och leverans av Bredbandsbolagets startpaket.

- 2005: I september meddelade Tradimus att Landstinget Västernorrland har överlåtit arbetet att skanna leverantörsfakturor till Tradimus. Vidare meddelafrs att Riksbyggen uppdrog åt Tradimus att skanna fakturor, att Tradimus skulle ta över löneadministrationen för Instituto Cervantes (Spanska Kulturinstitutet Stockholm) och att Redovisningsrådet överlät sin ekonomiadministration.

- 2005: Senare i september meddelade Tradimus att Boxer skulle expandera sin kundtjänst genom ett utökat samarbete.

- 2005: I oktober meddelades att Tradimus skulle ta över verksamhet från Posten.

- 2006: Tidigt på våren 2006 avvecklades kundtjänsten i Uppsala med anledning av minskat uppdrag från Telia

- 2007: Den 11 juni slogs Personec och Tradimus samman, och bildade Aditro

## Ägare
Tradimus ägs av bland andra  Volvo, Hexagon och 3i.